# 涡扇-9
涡扇-9，正式編號FWS-9，是一种由中国西安航空发动机公司制造的一款中等推力军用涡轮风扇发动机，代号秦岭。為英国劳斯莱斯有限公司所设计生产的斯贝RB.168MK202授權生產版本，中国技術單位自行實施了部分改良。

## 简介

### 立項研製
中國在蘇聯技術轉移下，自1950年代開始生產渦輪噴射發動機，並在1960年代開始試研渦輪扇發動機；然而國內技術不足，加上文化大革命等對學術、製造領域的破壞，中國的高階技術人材出現的斷層，也讓中国開發噴射發動機的腳步遲緩許多。
由於技術遠落後於國際水準的安全問題，国务院总理周恩来在某次航空产品质量座谈会上指出，必须加强航空发动机的设计制造水平。此后，中国于1972年和英国接触，商讨引进民用型的斯贝发动机MK511。由于当时的国际冷战，苏联对西方各国造成军事威胁的态势，使得西方考虑拉拢中国大陆以牵制苏联。使得英国于1974年的实质谈判中主动提出提供军用型号RB.168 MK202，并最终于1975年12月13日与中方签署许可生产协议，中国以5億英鎊（1976年幣值）的代價向英國購入MK-202發動機技術。然而在談判過程中，北京得向「帝國主義」與「資本主義」國家採購發動機此事，成為四人幫攻擊周恩來等一干解放軍老將的口實，最後在國務院與三機部等單位力保下維持決策。

### 中西合作期間
1976年3月，西安航空發動機公司開始自英國進口毛胚，並在勞斯萊斯工程師指導下加工組裝4台原型機；1979年7月25日首部發動機組裝完成實施測試，測試全程由英國方面驗收，並在1980年5月30日完成檢驗。原本，北京中央屬意由當時開發渦輪扇發動機已久的瀋陽黎明發動機廠負責斯貝發動機的量產；然而瀋陽廠的員工擔心會與當時已經研發十多年的渦扇6發動機計畫產生排擠效益，因此抵制此決策，最後改派西飛負責量產計畫。雖然組裝技術通過考驗，然而當時的中国工業生產技術走蘇聯標準規格，要轉換生產西方技術規格的發動機出現大量的生產障礙；同時發動機的授權費用高昂，讓1980年代自制化遭遇瓶頸，直到1988年中國才完成了鑄造發動機壓縮機葉片段等工藝開發。1989年天安門六四事件爆發後更讓技術支援全面中斷。不過，英國在商業利益考量上並沒有對中國採取全面封鎖；在1990年代F-4K與F-4M戰鬥機退役後，英國以廢五金的名義將尚未達到操作壽限的MK202發動機賣給中国。中国除了用這批發動機生產殲轟-7，也積極的試製相關零件試圖早日達成國產化。

### 生產服役
1999年，MK202發動機全國產化計畫正式啟動，WS-9在2000年首次點火成功，並命名為“秦岭”。裝備秦嶺發動機的歼轰-7則在2002年首飛，目前服役的各型歼轰-7均已更換為WS-9，此發動機的相關技術與生產經驗也為西安發動機打下後續開發渦輪扇發動機的紮實基礎。

## 规格

### 概况
- 类型： 后燃器涡轮风扇发动机
- 长度： 5205毫米（喷口全开）
- 直径： 1093毫米
- 淨重： 1842千克（不含飞机附件）

### 组件
- 压缩机： 轴流式

### 性能
- 最大推力： 

使用后燃器：91.1千牛

不使用后燃器：54.5 千牛
- 推重比： 5.05

#### 使用机型
- 歼轰-7
- 九天無人機

## 引用
1. 1 2 3  . 西北工业大学.[永久]
2. ↑  “飛豹”戰機秘聞：為量產引進英國封存的發動機(2)[永久]